# Cetronia
Cetronia es un lugar designado por el censo ubicado en el condado de Lehigh en el estado estadounidense de Pensilvania. En el año 2010 tenía una población de 2.115 habitantes y una densidad poblacional de 1.113,1 personas por km².

## Geografía
Cetronia se encuentra ubicado en las coordenadas 40°35′4″N 75°32′38″O / 40.58444, -75.54389. Según la Oficina del Censo de los Estados Unidos, Cetronia tiene una superficie total de 0,75 mi² (1,9 km²), de la cual 0,75 mi² (1,9 km²) corresponden a tierra firme y 0 mi² (0 km²) es agua.